# Something About Airplanes
Albums de Death Cab for Cutie
You Can Play These Songs with Chords
(1997) We Have the Facts and We're Voting Yes
(2000)
Something about Airplanes est le premier album en tant que groupe de Death Cab for Cutie. Il a souvent été comparé à Built to Spill à cause de son orientation plus pop. Quelques chansons peuvent être retrouvées sur You Can Play These Songs with Chords.

## Listes des titres
1. Bend to Squares (Gibbard/Walla) – 4:33
2. President of What? (Gibbard) – 4:01
3. Champagne from a Paper Cup (Gibbard) – 2:38
4. Your Bruise (Gibbard/Walla) – 4:19
5. Pictures in an Exhibition (Gibbard) – 3:49
6. Sleep Spent (Gibbard/Walla) – 3:37
7. The Face that Launched 1,000 Shits (‘’Jay Chilcote’’) – 3:41
8. Amputations (Gibbard) – 4:54
9. Fake Frowns (Gibbard/Walla) – 4:30
10. Line of Best Fit (Gibbard) – 7:14

## Distribution
- Benjamin Gibbard (voix, guitare, piano)
- Nathan Good (batterie)
- Nicholas Harmer (basse)
- Chris Walla (guitare, orgue, piano électrique).

## Credits/Autres musiciens
- Erika Jacobs a joué, écrit et arrangé le violoncelle sur "Bend to Squares" et "The Face That Launched 1000 Shits."
- Abi Hall a chanté sur "Line of Best Fit."